# Canton de Mondoubleau
Le canton de Mondoubleau est un ancien canton français situé dans le département de Loir-et-Cher et la région Centre.

## Géographie
Ce canton était organisé autour de Mondoubleau dans l'arrondissement de Vendôme. Son altitude variait de 78 m (Sargé-sur-Braye) à 249 m (Le Plessis-Dorin) pour une altitude moyenne de 158 m.

## Représentation

### Conseillers d'arrondissement (de 1833 à 1940)
| Période                                  | Période      | Identité          | Étiquette          | Qualité |
| ---------------------------------------- | ------------ | ----------------- | ------------------ | --- |
| 1833                                     |              | M. Tréoul-Alardet |                    | Médecin à Mondoubleau                                                                                       |
|                                          |              |                   |                    | |
| 1848                                     | 1860         | Édouard Bézard    |                    | Propriétaire à Cormenon                                                                                     |
| 1860                                     | 1889         | M. Desvaux        |                    | Maire de Beauchêne                                                                                          |
| 1889                                     | 1900 (décès) | Félix Komorowski  | Républicain modéré | Docteur-médecin à Mondoubleau                                                                               |
| 1900                                     | 1910         | Auguste Bretheau  |                    | Maire de Mondoubleau                                                                                        |
| 1910                                     | 1919         | Alexandre Jauneau | Opportuniste       | Maire de Souday                                                                                             |
| 1919                                     | 1925         | M. Lubineau       |                    | Propriétaire à Mondoubleau                                                                                  |
| 1925                                     | 1940         | Louis Virette     | Droite             | Agriculteur, maire de Sargé-sur-Braye                                                                       |
| 1940                                     |              |                   |                    | Les conseils d'arrondissement ont été suspendus par la loi du 12 octobre 1940 et n'ont jamais été réactivés |
| Les données manquantes sont à compléter. |              |                   |                    | |

### Conseillers généraux de 1833 à 2015
| Période         | Période      | Identité                                 | Étiquette       | Qualité |
| --------------- | ------------ | ---------------------------------------- | --------------- | --- |
| 1833            | 1848         | Antoine Desvaux-Louzier                  |                 | Propriétaire, suppléant du juge de paix de Mondoubleau Maire de Mondoubleau (1829-1835), puis conseiller municipal (1835-1848) Propriétaire du château de Bezay à Nourray |
| 1848            | 1860         | Claude Thibault Amédée Poullin d'Arsigny |                 | Propriétaire foncier Propriétaire du château de Glatigny, maire de Souday (1852-1860)                                                                                     |
| 1860            | 1889 (décès) | Edouard Bézard                           | Droite          | Propriétaire terrien et agriculteur Maire de Choue (1860-1888), conseiller d'arrondissement                                                                               |
| 1889            | 1915 (décès) | Edouard Prillieux                        | Républicain     | Docteur en médecine, Professeur à la Sorbonne Inspecteur général de l'enseignement agricole Sénateur (1897-1906) Conseiller municipal de Mondoubleau (1877-1915)          |
| 1919            | 1925         | Charles Pelletier (gendre du précédent)  | Rad.            | Propriétaire à la Maléclèche (Mondoubleau Conseiller municipal de Mondoubleau                                                                                             |
| 1925            | 1937         | Eloi Hégon                               | RG              | Hôtelier Maire de Choue (1919-1939) |
| 1937            | 1940         | Jean-Laurent Gheerbrant                  | Rad.            | Avocat, Directeur de l'Institut colonial français (1922-1940) Propriétaire du château de la Choupardière à Choue Nommé conseiller départemental en 1943                   |
|                 |              |                                          |                 | |
| 1945            | 1949         | Jean-Laurent Gheerbrant                  | Rad.            | Avocat Propriétaire du château de la Choupardière à Choue |
| 1949            | 1971 (décès) | André Doublard du Vigneau                | CNIP            | Propriétaire exploitant Maire de Sargé-sur-Braye (1929-1945 et 1947-1971)                                                                                                 |
| 21 février 1971 | 1973         | Gaston Busson                            | DVG             | Exploitant agricole Conseiller municipal d'Oigny |
| 1973            | 1998         | Pierre Fauchon                           | CD puis UDF-CDS | Directeur de l'Institut National de la Consommation (1978-1982) Sénateur (1992-2011) Maire de Choue (1991-1995)                                                           |
| 1998            | 2004         | Henri Cochelin                           | DVG             | Chef de fabrication Maire de Cormenon (1983-2008) |
| 2004            | 2015         | Jean Léger                               | UDF puis DVD    | Cadre retraité de la Régie Renault Conseiller municipal d'Aubergenville (Yvelines) (1977-1989 et 1995-1998) Maire de Mondoubleau depuis 2001                              |

## Composition
Le canton de Mondoubleau, d'une superficie de 248 km2, était composé de quatorze communes
.
| Nom               | Code Insee | Intercommunalité          | Superficie (km2) | Population (dernière pop. légale) | Densité (hab./km2) |
| ----------------- | ---------- | ------------------------- | ---------------- | --------------------------------- | ------------------ |
| Arville           | 41005      | CC des Collines du Perche | 9,75             | 70 (2014)                         | 7,2                |
| Baillou           | 41012      | CC des Collines du Perche | 19,85            | 251 (2014)                        | 13                 |
| Beauchêne         | 41014      | CC des Collines du Perche | 10,08            | 182 (2014)                        | 18                 |
| Choue             | 41053      | CC des Collines du Perche | 37,39            | 529 (2014)                        | 14                 |
| Cormenon          | 41060      | CC des Collines du Perche | 5,76             | 707 (2014)                        | 123                |
| Mondoubleau       | 41143      | CC des Collines du Perche | 4,84             | 1 452 (2014)                      | 300                |
| Oigny             | 41165      | CC des Collines du Perche | 9,86             | 93 (2014)                         | 9,4                |
| Le Plessis-Dorin  | 41177      | CC des Collines du Perche | 14,19            | 175 (2014)                        | 12                 |
| Saint-Agil        | 41197      | CC des Collines du Perche | 15,61            | 270 (2014)                        | 17                 |
| Saint-Avit        | 41202      | CC des Collines du Perche | 14,83            | 102 (2014)                        | 6,9                |
| Saint-Marc-du-Cor | 41224      | CC des Collines du Perche | 13,09            | 186 (2014)                        | 14                 |
| Sargé-sur-Braye   | 41235      | CC des Collines du Perche | 42,61            | 1 056 (2014)                      | 25                 |
| Souday            | 41248      | CC des Collines du Perche | 36,42            | 519 (2014)                        | 14                 |
| Le Temple         | 41254      | CC des Collines du Perche | 13,32            | 179 (2014)                        | 13                 |

## Démographie

### Évolution démographique
| 1962  | 1968  | 1975  | 1982  | 1990  | 1999  | 2006  | 2011  | 2012  |
| ----- | ----- | ----- | ----- | ----- | ----- | ----- | ----- | ----- |
| 7 480 | 6 886 | 6 595 | 6 238 | 5 895 | 5 848 | 5 769 | 5 820 | 5 808 |

### Âge de la population
La pyramide des âges, à savoir la répartition par sexe et âge de la population, du canton de Mondoubleau en 2009 ainsi que, comparativement, celle du département de Loir-et-Cher la même année sont représentées avec les graphiques ci-dessous.
La population du canton comporte 49,4 % d'hommes et 50,6 % de femmes. Elle présente en 2009 une structure par grands groupes d'âge plus âgée que celle de la France métropolitaine. 
Il existe en effet 59 jeunes de moins de 20 ans pour cent personnes de plus de 60 ans, alors que pour la France l'indice de jeunesse, qui est égal à la division de la part des moins de 20 ans par la part des plus de 60 ans, est de 1,06. L'indice de jeunesse du canton est également inférieur à celui  du département (0,83) et à celui de la région (0,95).
| Hommes | Classe d’âge | Femmes |
| ------ | ------------ | ------ |
| 0,6    | 90 ans ou +  | 1,9    |
| 12,2   | 75 à 89 ans  | 15,4   |
| 18,8   | 60 à 74 ans  | 19,2   |
| 21,1   | 45 à 59 ans  | 20,2   |
| 18,1   | 30 à 44 ans  | 16,7   |
| 13,6   | 15 à 29 ans  | 11,2   |
| 15,6   | 0 à 14 ans   | 15,5   |

| Hommes | Classe d’âge | Femmes |
| ------ | ------------ | ------ |
| 0,5    | 90 ans ou +  | 1,5    |
| 8,8    | 75 à 89 ans  | 12,1   |
| 15,4   | 60 à 74 ans  | 16,1   |
| 21,2   | 45 à 59 ans  | 20,5   |
| 19,6   | 30 à 44 ans  | 18,7   |
| 15,9   | 15 à 29 ans  | 14,3   |
| 18,6   | 0 à 14 ans   | 16,8   |